# Pacific Rim - La zona oscura
Pacific Rim - La zona oscura (Pacific Rim: The Black), conosciuto anche in Giappone come Pacific Rim: The Dark Continent (パシフィック・リム: 暗黒の大陸?, Pashifikku Rimu: Ankoku no Tairiku), è una serie televisiva animata (realizzata in stile anime) dal genere azione, fantascienza e mech giapponese-americana ideata da Hiroyuki Hayashi e Jae-hong Kim, che espande la storia dei film Pacific Rim (2013) e Pacific Rim - La rivolta (2018) e ha debuttato su Netflix il 4 marzo 2021. La seconda e ultima stagione è uscita il 19 aprile 2022.

## Trama
Ambientato lontano nel futuro, una razza di enormi mostri chiamata Kaiju nasce dall'Anello del Pacifico e invade il continente australiano. Gli umani costruiscono i giganteschi robot armati, i Jaegers, per contrattaccare, ma falliscono e il continente viene abbandonato lasciando solo sacche isolate di sopravvissuti. I giovani Hayley e Taylor Travis vengono lasciati indietro dai loro genitori che partono per combattere contro i ferocissimi Kaiju ma non tornano mai più. Cinque anni dopo, Hayley si imbatte in un Jaeger di formazione abbandonato da tempo chiamato Atlas Destroyer che lei e Taylor attivano e si mettono alla ricerca dei loro genitori. Non solo hanno a che fare con i predoni di Kaiju, ma anche altri sopravvissuti che stanno combattendo per la sopravvivenza e tentano di impadronirsi di Atlas Destroyer.

## Doppiatori
| Personaggio             | Doppiatore originale | Doppiatore giapponese | Doppiatore italiano  |
| ----------------------- | -------------------- | --------------------- | -------------------- |
| Hayley Travis           | Gideon Adlon         | Yui Shimodaya         | Lavinia Paladino     |
| Hayley Travis (giovane) | Camryn Jones         |                       |                      |
| Taylor Travis           | Calum Worthy         | Yūsuke Kobayashi      | Alex Polidori        |
| Taylor Travis (giovane) | Cole Keriazakos      | Yuki Urushiyama       |                      |
| Boy / Kaiju Boy         | Benjamin Diskin      |                       |                      |
| Mei                     | Victoria Grace       | Ayaka Shimoyamada     | Irene Trotta         |
| Loa                     | Erica Lindbeck       | Iku Minase            | Mattea Serpelloni    |
| Alta Sacerdotessa       | Leilani Jones        |                       |                      |
| Shane                   | Andy McPhee          | Jin Yamanoi           | Andrea Lavagnino     |
| Ford Travis             | Jason Spisak         | Yuya Uchida           | Gianluca Cortesi     |
| Brina Travis            | Allie MacDonald      | Yuko Kaida            | Eleonora Reti        |
| Root                    | David Errigo Jr.     |                       |                      |
| Corey                   | Bryton James         |                       | Francesco Falco      |
| Spyder                  | Martin Klebba        | Rui Kato              |                      |
| Rickter                 | Leonardo Nam         | Daisuke Hirakawa      |                      |
| Marshall Rask           | Nolan North          |                       | Gabriele Trentalance |
| Joel Wyrick             | Vincent Piazza       | Tomoya Yano           | Manuel Meli          |
| Demarcus                | Ryan Robinson        | Masato Niwa           |                      |
| Shiro Ito               | Ron Yuan             |                       |                      |

## Episodi
| Stagione         | Episodi | Pubblicazione |
| ---------------- | ------- | ------------- |
| Prima stagione   | 7       | 2021          |
| Seconda stagione | 7       | 2022          |